# 新安关
新安第一关位于中国安徽省黄山市歙县徽城镇渔梁村东、练江北岸渔梁街，原歙县县城南门紫阳门外东南二里许，跨从县城通往浙江的要道，始建于明嘉靖三十四年（1555），东西向，北侧附山，南侧临河，东为石质拱门，西为砖木结构关亭。